# Fissidens stenophyllus
Fissidens stenophyllus är en bladmossart som beskrevs av Johan Ångström 1876. Fissidens stenophyllus ingår i släktet fickmossor, och familjen Fissidentaceae. Inga underarter finns listade i Catalogue of Life.